# Pays d'Auge (aménagement du territoire)
 (septembre 2019).
Pour les articles homonymes, voir Pays d'Auge (homonymie).
Le Pays d'Auge était une structure de regroupement de collectivités locales française, située dans le département du Calvados et la région Normandie.
Créé en 1995 sous forme associative et étant l'un des premiers « Pays », la structure porteuse Pays d'Auge Expansion devient un syndicat mixte en 2015. Le syndicat mixte n'a qu'une brève existence puis qu'il disparait le 31 décembre 2016 en prévision de la création de la Communauté d'agglomération Lisieux Normandie.

## Description
Onze intercommunalités, pas de commune indépendante
- Communauté de communes de l'Estuaire de la Dives
- Communauté de communes Cœur Côte Fleurie
- Communauté de communes du Pays de Honfleur
- Communauté de communes du pays d'Auge dozuléen (COPADOZ)
- Communauté de communes de Cambremer
- Communauté de communes de Blangy Pont-l'Évêque Intercom
- Communauté de communes Lintercom Lisieux - Pays d'Auge - Normandie
- Communauté de communes du Pays de Livarot
- Communauté de communes de la Vallée d'Auge
- Communauté de communes des Trois Rivières (Calvados)
- Communauté de communes du Pays de l'Orbiquet

### Sources
1. ↑  « Pays d'Auge expansion change de statut et d'avenir », sur ouest-france.fr, 6 octobre 2014 (consulté le 2 juillet 2025)
2. ↑  « À Lisieux, Pays d'Auge expansion annonce sa fin », sur trouville-deauville.maville.com, 29 novembre 2016 (consulté le 2 juillet 2025)

- Conseil régional de Basse-Normandie, « Le maillage du territoire en Basse-Normandie », 1er janvier 2008 (consulté le 21 septembre 2008) [image]